# Naruvotu
Os Naruvotu são um grupo indígena que habita o Parque Indígena do Xingu e a Terra Indígena Pequizal do Naruvôtu, no estado do Mato Grosso, no Brasil.